# Donald Becker
Donald Becker es un programador conocido por escribir un gran número de controladores Ethernet para el sistema operativo GNU/Linux.
Becker también creó el software Beowulf para clusters. Es usado para conectar muchos ordenadores, lo que proporciona gran capacidad de cálculo para resolver problemas complejos que están reservados normalmente a las supercomputadoras.
Otra herramienta creada por Becker es ifenslave que sirve para lograr balanceo de carga o alta disponibilidad en un sistema GNU/Linux, utilizando dos o más conexiones de red como si fuera una. 
Un gran número de ordenadores con GNU/Linux usan sus controladores para conectar a Internet. 
- Datos: Q3312656